# ماثيو سيلفا
ماثيو سيلفا (12 يناير 1992 بكوارتيرا في البرتغال - ) هو لاعب كرة قدم برتغالي في مركز الوسط. لعب مع Anagennisi Epanomi F.C. ‏ وC.D.R. Quarteirense ‏ ونادي وايتهوك ونادي إلفرسبيرغ ونادي فارنزي وEstrela de Vendas Novas ‏.

## وصلات خارجية
- ماثيو سيلفا على موقع قاعدة بيانات كرة القدم.إي يو (الإنجليزية)
- ماثيو سيلفا على موقع Soccerway.com (الإنجليزية)